# Pistianá (ort i Grekland)
Pistianá är en ort i Grekland.   Den ligger i prefekturen Nomós Ártas och regionen Epirus, i den centrala delen av landet, 280 km nordväst om huvudstaden Aten. Pistianá ligger 676 meter över havet och antalet invånare är 101.
Terrängen runt Pistianá är kuperad åt sydost, men åt nordväst är den bergig. Runt Pistianá är det ganska glesbefolkat, med 39 invånare per kvadratkilometer. Närmaste större samhälle är Arta, 15,7 km söder om Pistianá. I omgivningarna runt Pistianá växer i huvudsak blandskog.